# Smolec (przystanek kolejowy)
Smolec – przystanek kolejowy w Smolcu w województwie dolnośląskim. Według klasyfikacji PKP ma kategorię dworca lokalnego. Zatrzymują się na nim tylko pociągi osobowe.

## Ruch pasażerski

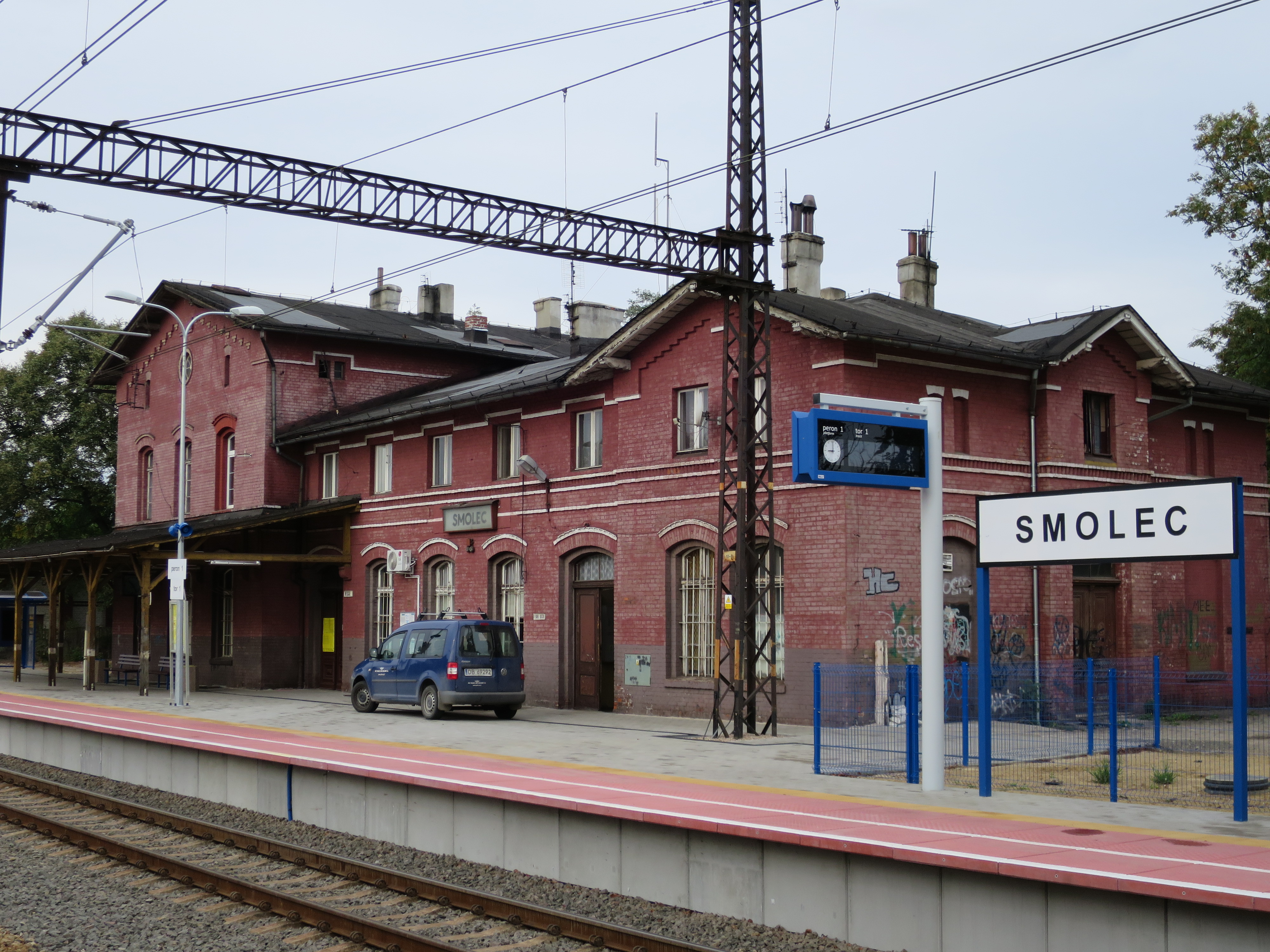
Budynek dworcowy

| Rok  | Wymiana pasażerska na dobę |
| ---- | -------------------------- |
| 2017 | 500-699                    |
| 2022 | 700-999                    |